# Тіньйоза-Пекена
Тіньйо́за-Пеке́на (або Мала Тіньйоза; порт. Tinhosa Pequena) — маленький острів у складі Сан-Томе і Принсіпі з групи Педраш-Тіньйозаш. Адміністративно належить до округу Паге.
Острів розташований за 20,5 км на південний захід від мису Піку-Негру, що на півдні острова Принсіпі, та за 4,2 км на північний захід від острова Тіньйоза-Гранде. Має підковоподібну форму, обернену тилом на північ. Скелястий та незаселений. Максимальна висота становить 40 м. Довжина становить 240 м, ширина — до 135 м.
Біля південно-західного берега розташований дрібний скелястий острівець.